# SHC Bettlach
Der SHC Bettlach ist ein 1993 gegründeter Streethockeyclub in der Schweiz. Er ist in der Gemeinde Bettlach im Kanton Solothurn beheimatet und nimmt an der Meisterschaft der Swiss Streethockey Association teil.

## Geschichte
Gegründet wurde der SHC Bettlach am 21. Januar 1993. Bereits nach seiner ersten Saison in der Nationalliga B gelang dem Verein der Aufstieg in die NLA, wenn auch am grünen Tisch. Die Klasse konnte der SHCB jedoch nicht halten und so folgte der sofortige Wiederabstieg. Im darauffolgenden Jahr positionierte man sich im Mittelfeld der NLB, liess jedoch mit dem Einzug in den Schweizer Cupfinal aufhorchen. Nach der Saison 1997/1998 stieg man zum zweiten Mal in die höchste Spielklasse auf, doch wie schon zuvor folgte auch im zweiten Anlauf der sofortige Wiederabstieg. In den folgenden acht Spielzeiten etablierte sich Bettlach als eine der stärkeren Mannschaften in der Nationalliga B, der angestrebte Aufstieg zurück in die Nationalliga A gelang aber nicht mehr. Erst am Ende der Saison 2005/2006 gewann Bettlach als NLB-Vizemeister die Ligaqualifikation gegen die Red Bears Cham und stieg darauf zum dritten Mal in die Nationalliga A auf. Im Gegensatz zu den beiden vorhergehenden Aufstiegen gelang es jedoch, die Klasse zu halten und sich in den folgenden Jahren im Mittelfeld der NLA zu etablieren. Nach sportlichen Schwierigkeiten erfolgte nach der Saison 2018/2019 der freiwillige Abstieg in die NLB.
In der Saison 2018/2019 feierte die 2. Mannschaft des SHC Bettlach den Schweizermeistertitel in der 2. Liga. Nach einer zweijährigen coronabedingten Pause konnte dieser Titel in der Saison 2021/2022 und 2022/2023 erfolgreich verteidigt werden.
In der Saison 2022/2023 krönte sich die 1. Mannschaft zum Schweizermeister in der NLB. Zusätzlich gelang in den darauf folgenden Aufstiegsspielen die Rückkehr in die oberste Spielklasse.
Ebenfalls in der Saison 2022/2023 feierte der SHC Bettlach seinen 5. Schweizermeistertitel bei den Junioren. Die U15 krönte sich zum Meister der Kleinfeld Kategorie.
Neben der 1. Mannschaft betreibt der SHC Bettlach zwei weitere Aktiv Teams (1. Liga + 2. Liga), drei Nachwuchsteams (U18, U15 und U12) sowie eine Senioren- und eine Damenmannschaft.

## Sportliche Erfolge
- NLB-Meister 2003, 2023
- 2.-Liga-Meister 2019, 2022, 2023
- Aufstieg NLA 1994, 1997, 2006, 2023
- Cupfinalist 1996

- U18 Schweizer Meister 2012
- U15 Schweizer Meister 2009, 2023
- U12 Schweizer Meister 2007 und 2010

## Präsidenten
- 1993–1994 Manfred Weissmann
- 1994–1999 Thomas Günther
- 1999–2004 Rony Rüfenacht
- 2004–2008 Andreas Walker
- 2008–2017 Ron Bertolla
- 2017–2022 Patrick Greber
- seit 2022 Thomas Christen

## Trainer 1. Mannschaft
- 2002–2005 Olivier Brodard
- 2005–2008 Ron Bertolla
- 2008–2009 René Fischer
- 2009–2010 Christian Eggimann
- 2010–2013 Rony Rüfenacht
- 2013–2015 Marco Christen
- 2015–2016 Lukas Hudecek
- 2016–2017 vakant
- 2017–2019 Thomas Walker
- seit 2019 Diego Krummenacher